# Didelphis imperfecta
Didelphis imperfecta — вид сумчастих ссавців родини Опосумові (Didelphidae).

## Поширення
Вид є ендеміком Гвіанського нагір'я. Він зустрічається у Гаяні, Суринамі, Французькій Гвіані, Венесуелі і прилеглих районах Бразилії.

## Спосіб життя
Ведуть одиночний, нічний спосіб життя, лазять по деревах. Живляться, в основному, фруктами і комахами. Цей вид виявлений в низинних лісах. Самиці будують гніздо з листя в порожнині дерева або норі.